# Coptops robustipes
Coptops robustipes là một loài bọ cánh cứng trong họ Cerambycidae.